# Star Perú
Star Perú é uma linha aérea peruana que opera no mercado doméstico. Presta serviços no Peru desde o ano 1998. É a segunda empresa em termos de participação de mercado, alcançando cerca 15% no ano 2006. Seu centro de operações é o Aeroporto Internacional Jorge Chávez em Lima, no Peru.